# Tironove bilješke
Tironske bilješke (notae Tironae) su stenografski sustav za koji je kazano da ga je izumio Ciceronov pisar Marko Tulije Tiron.
O njihovoj prvoj uporabi izvijestio je Plutarh 63.g. pr. Krista, kada je Tiron bilježio govor Katona Mlađeg protiv Katiline. Tironov sistem sastavljen od 4,000 znakova, donekle je proširen u klasičnim vremenima do 5,000 znakova. U periodu Srednjeg vijeka, Tironove bilješke bile su poučavane u samostanima i sustav je bio poprilično proširen do 13,000 znakova. Uporaba Tironovih bilješki oslabila je poslije 1,100.g. ali neke uporabe sustava mogu se naći čak i za vrijeme 17.st.
Dvije tironove bilješke koriste se još i danas: 
- tironski "et" u Irskoj- isto tako korišten i drugdje u tekstovima gotičkog pisma pisanih u kasnijim godinama do 1821.
- "z" od "viz" (kraće za englesko videlicet, "naime"), koji označuje tironski simbol oblikovan ponešto kao slovo "z".

## Vanjske poveznice
- Karl Eberhard Henke: O Tironovim bilješkama  Arhivirana inačica izvorne stranice od 14. veljače 2006. (Wayback Machine)